# Condylocarpon
Genre
Classification APG III (2009)
Synonymes
- Hortsmania Miq.
- Maycockia A. DC.
- Rhipidia Markgr.[1]

Condylocarpon est un genre de lianes néotropicales appartenant à la famille des Apocynaceae, comportant 7 espèces et dont l'espèce type est Condylocarpon guyanense Desf..
Le nom Condylocarpon signifie fruit articulé (carpon, du grec « καρπός » - fruit, et condylo-, du grec « κόνδυλος » - articulation).

## Diagnose
En 1822, le botaniste Desfontaines propose la diagnose suivante : 

« J'ai cru devoir publier ce genre, quoique les fleurs me soient inconnues, le fruit m'ayant offert des caractères très-remarquables et qui le distinguent de tous ceux de la famille des Apocinées, à laquelle il appartient. Ce genre est indigène des forêts de la Guyane, où feu Joseph Martin, directeur du jardin de botanique et des pépinières royales de la colonie de Cayenne, en recueillit des rameaux garnis de fruits conservés dans son herbier , qui appartient maintenant au Muséum. »

« CONDYLOCARPON.

Calix parvus , persistens, quinquepartitus.
COROLLA , stamina, pistillum
Folliculi duo, longi, compressi, striati, evalves, articulati; lomentis duobus ad quatuor, elliptico-lanceolatis, ad juncturam maturo fructu secedentibus, unilocularibus, monospermis.
Semen lineare, elongatum, subcompressum, hinc sulculo longitudinali exaratum, nudum, parieti medio pericarpii , membranula, longitudinaliter affixum. Embryo inversus, dicotyledoneus, perispermo carnoso involutus. Colyledones subulati, sibi invicem appositi, recti. Radicula filiformis, supera.

Genus ex Apocinearum ordine, folliculis articulatis, planis, evalvibus, lomentis unilocularibus, monospermis, secedenlibus, dissepiraento niillo, seminibus pappo destitutis, sulco exaratis, pericarpio medio, hinc longitudinaliter affixis, distinctissimum. »
— René Louiche Desfontaines, 1822.

## Espèces
Selon World Flora Online (WFO) (03 janvier 2022) :
- Condylocarpon amazonicum (Markgr.) Ducke - Suriname, Venezuela, Bolivie, NW Brésil
- †Condylocarpon glabrum Müll.Arg.  - Espírito Santo (Brésil) - espèce éteinte
- Condylocarpon guyanense Desf. - Guyane, Guyana, Amapá
- Condylocarpon intermedium Müll.Arg. - Nicaragua, Trinidad & Tobago, Venezuela, Guyanes, N Brésil
- Condylocarpon isthmicum (Vell.) A.DC. - Brésil, Paraguay, Uruguay, NE Argentine
- Condylocarpon myrtifolium (Miq.) Müll.Arg. - Venezuela, Bolivie, NW Brésil, Guyanes
- Condylocarpon pubiflorum Müll.Arg. - Venezuela, Colombie, Pérou, NW Brésil